# La Salle-Prunet
La Salle-Prunet (okzitanisch La Sala) ist eine Ortschaft und eine Commune déléguée in der französischen Gemeinde Florac Trois Rivières mit 178 Einwohnern (Stand: 1. Januar 2019) im Département Lozère in der Region Okzitanien.  
Mit Wirkung vom 1. Januar 2016 wurde La Salle-Prunet mit der Gemeinde Florac zur Commune nouvelle Florac Trois Rivières zusammengeschlossen.

## Lage
Nachbarorte sind Bédouès im Norden, Le Pont-de-Montvert im Osten, Saint-Julien-d’Arpaon im Süden, Saint-Laurent-de-Trèves im Südwesten und Florac im Westen.

## Bevölkerungsentwicklung
| Jahr      | 1962 | 1968 | 1975 | 1982 | 1990 | 1999 | 2008 |
| --------- | ---- | ---- | ---- | ---- | ---- | ---- | ---- |
| Einwohner | 164  | 167  | 132  | 136  | 115  | 129  | 161  |